# Rossinyol frontblau
El rossinyol frontblau (Cinclidium frontale) és una espècie d'ocell de la família dels muscicàpids (Muscicapidae), monotípica dins del gènere Cinclidium. Es troba present a Bhutan, l'Índia, Xina i Laos. El seu hàbitat són els matollars i els boscos tropicals i subtropicals de frondoses humits de l'estatge montà. El seu estat de conservació es considera de risc mínim.
Anteriorment s'inloïen en el gènere Cinclidium dues espècies més (el rossinyol de la Sonda i el rossinyol cuablanc) però ara es classifiquen en el gènere Myiomela.